# Ragnar Wollin
Ragnar Paulus Wollin, född 8 maj 1878 i Karlskrona, död 6 augusti 1936 i Tollarp, var en svensk disponent. Wollin grundade 1903 livsmedelsföretaget Önos i Tollarp för produktion av bland annat fruktvin.
Ragnar Wollin är begravd på Västra Vrams kyrkogård.